# Hans Frank
Hans Michael Frank (ur. 23 maja 1900 w Karlsruhe, zm. 16 października 1946 w Norymberdze) – niemiecki funkcjonariusz narodowosocjalistyczny, z wykształcenia prawnik, zbrodniarz nazistowski skazany przez Międzynarodowy Trybunał Wojskowy w Norymberdze (1946) na karę śmierci przez powieszenie.
Uczestnik nieudanego puczu monachijskiego w 1923, członek NSDAP od 1927. Jeden z przywódców III Rzeszy i główny twórca jej systemu prawnego opartego na zasadzie wodzostwa (niem. Führerprinzip). W okresie 1939–1945 nieuznawany międzynarodowo generalny gubernator okupowanych ziem polskich (Generalne Gubernatorstwo).

## Dzieciństwo i młodość (do 1917 włącznie)
Ojciec Karl (z zawodu prawnik) był syndykiem firmy spożywczej, matka Magdalena – córką właściciela sklepu z towarami kolonialnymi. Miał rodzeństwo; starszego o 9 lat brata Karla juniora i młodszą o 3 lata siostrę Elisabeth Lilly. W 1903 cała rodzina przeprowadziła się z Monachium do miasteczka Rotthalmünster (Dolna Bawaria), gdzie ojciec otworzył kancelarię adwokacką. Tam rozpoczął naukę w miejscowej szkole powszechnej. W wieku 5 lat, ciężko zachorował na dyfteryt i otarł się o śmierć. W 1908 rodzina ponownie przeniosła się do Monachium (dzielnica Schwabing). Już wtedy pojawił się pierwszy kryzys w małżeństwie rodziców – 8-letniego Hansa podrzucano bliskim krewnym (matka opuściła rodzinę). Po ukończeniu IV klasy w 1910 pomyślnie zdał egzamin wstępny do gimnazjum. We wrześniu podjął naukę w Gimnazjum Maksymiliana w Monachium i znalazł się w jednej klasie z bratem Wernera Heisenberga Erwinem.
Od 1912 należał do organizacji młodzieżowej Bayerische Wehrkraftverein, dbającej o rozwój kondycji fizycznej poprzez sport i piesze wędrówki. W 1914 brat, praktykant dentystyczny, otrzymał powołanie do wojska – wiosną 1916 został ranny, zapadł na zapalenie płuc i zmarł w lipcu tego roku. We wrześniu 1916 Hans wyjechał do matki do Pragi, gdzie mieszkał i pobierał prywatne lekcje do czerwca 1917. Próbował tam wstąpić do szkoły kadetów piechoty.

## Republika Weimarska (1918–1933)
W marcu 1918 powołano go do „wojennej pomocniczej służby pracy” w charakterze pracownika biura spółki węgla brunatnego. Trzy miesiące później, 25 czerwca, został powołany do wojska, do służby w 1. Bawarskim Pułku Piechoty König (koszary w Marsfelde). Nie wziął udziału w walkach na froncie. Zwolniony z wojska 15 września, mógł powrócić do dawnej szkoły i rozpocząć IX klasę w Gimnazjum Maksymiliana. 16 grudnia zapisał się na „specjalny kurs wojenny” będący ówczesnym przygotowaniem do matury i przeniósł się do gimnazjum im. Króla Ludwika. W 1918 pisywał artykuły do gazet „Mannheimer Zeitung” i „Prager Tageblatt”. W swoim dzienniku deklarował się wówczas jako antybolszewicki socjalista, opowiadając się za rozwiązaniem konfliktu klasowego poprzez zjednoczenie społeczności narodowej w masowym ruchu burżuazyjnym. Przywódcę umiarkowanych socjalistów Kurta Eisnera obwołał pośmiertnie bohaterem, natomiast republikę popierał tylko jako zaporę dla rewolucjonistów, domagając się w jej miejsce „dyktatury (ale nie proletariatu!)”.
W kwietniu 1919, po zabójstwie Eisnera przez prawicowego ekstremistę i powstaniu Bawarskiej Republiki Rad, zaciągnął się do bawarskiego Freikorpsu pod komendę Franza von Eppa i wziął udział w krwawym stłumieniu Republiki Rad przez wojska rządowe. 15 lipca 1919 otrzymał świadectwo zdania wojennego egzaminu dojrzałości (oceny: bardzo dobry – matematyka, fizyka i historia, dobry – niemiecki, łacina i greka). Po ukończeniu szkoły średniej w 1919 studiował prawo i ekonomię na Uniwersytecie Chrystiana Albrechta w Kilonii i na Uniwersytecie Ludwika i Maksymiliana w Monachium. Według własnych wspomnień od lata 1919 należał do Towarzystwa Thule. Poprzez działalność w tej tajnej organizacji poznał Antona Drexlera i Karla Harrera, założycieli Niemieckiej Partii Robotników (niem. Deutsche Arbeiterpartei, DAP), do której następnie wstąpił. Dołączył także po 1919 do tworzącego się pod wpływem volkizmu Związku Niemieckich Nowych Skautów. Utrzymywał kontakty z weteranami Freikorpsu, w październiku 1923 zapisał się do SA. W 1923 wziął udział jako kawalerzysta SA w nieudanym puczu monachijskim. Studia ukończył w 1923 i doktoryzował się w Kilonii w 1924. Od 1925 pozostawał doradcą prawnym Adolfa Hitlera. W 1927 został adwokatem w Monachium, równolegle pracując jako asystent na politechnice monachijskiej.
W marcu 1926 wstąpił do Narodowosocjalistycznej Niemieckiej Partii Robotników (NSDAP), jednak opuścił ją w sierpniu tego roku pod wpływem przekonania, że włoski faszyzm niszczy kulturę niemiecką w Tyrolu Południowym. Ponownie wstąpił do NSDAP w październiku 1927, w odpowiedzi na ogłoszenie o zapotrzebowaniu na obrońcę członków partii przed sądem w Berlinie. W 1928 był założycielem Narodowosocjalistycznego Związku Stróżów Prawa (Nationalsozialistischer Rechtswahrerbund). W 1929 został kierownikiem urzędu prawnego NSDAP, pozostając na tym stanowisku do 1942. W 1930 wszedł do Reichstagu z ramienia NSDAP, gdzie pełnił funkcję posła do 1945.

## III Rzesza (1933–1945)

### Okres przedwojenny

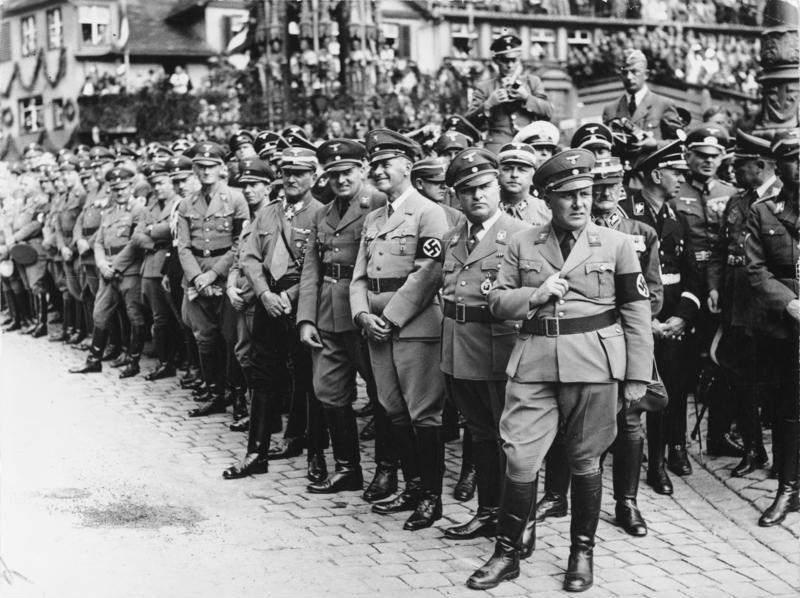
Hans Frank w szeregu nazistów na zjeździe NSDAP w Norymberdze (wrzesień 1938); na pierwszym planie stoi Martin Bormann

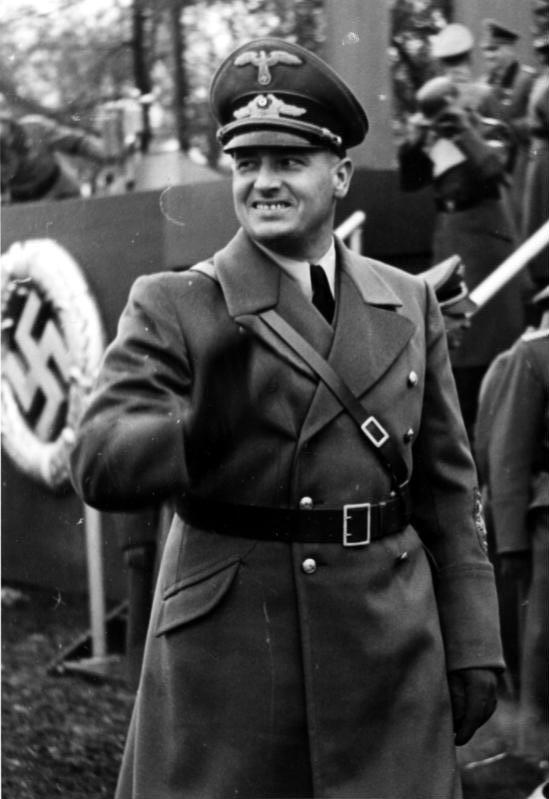
Hans Frank na paradzie w Krakowie (1939)

Po dojściu nazistów do władzy i objęciu władzy przez Hitlera, 30 stycznia 1933, został ministrem sprawiedliwości Bawarii i stanu w rządzie Rzeszy. Objął też funkcję komisarza Rzeszy do spraw ujednolicenia wymiaru sprawiedliwości, w ramach zarządzonego przez Hitlera procesu unifikacji (niem. Gleichschaltung), zmierzającego do przekształcenia Niemiec w państwo totalitarne. 1 czerwca 1933 powołał „Niemiecki Front Prawa” (niem. Deutsche Rechtsfront), zrzeszający prawników zawodowych, sędziów, prokuratorów oraz adwokatów. W 1934 założył Akademię Prawa Niemieckiego (Akademie für Deutsches Recht; jej prezesem pozostawał do 1941), której zadaniem było opracowanie podstaw nazistowskiego ustroju prawnego – Frank oparł go na niedemokratycznej zasadzie wodzostwa (niem. Führerprinzip), która zapewniając Hitlerowi dominującą pozycję w systemie prawnym państwa niemieckiego, faktycznie potwierdzała totalitarny system sprawowania władzy w III Rzeszy. W uznaniu zasług za dokonania na polu unifikacji prawa, Hitler powołał Franka w grudniu 1934 do gabinetu ministrów Rzeszy w charakterze ministra bez teki, którym Frank pozostawał do 1945.
Frank podkreślał wówczas swoje uwielbienie dla Hitlera i jego roli w państwie (wynikającej z przeprowadzonych przez Franka głębokich zmian w systemie prawnym), stwierdzając na dorocznym posiedzeniu Akademii Prawa Niemieckiego w 1935, iż: „po raz pierwszy oto w historii narodu miłość do Hitlera stała się pojęciem prawnym”. W 1936 odwiedził Włochy, gdzie wygłosił odczyt o ustawodawstwie i narodowosocjalistycznym wymiarze sprawiedliwości. Został tam przyjęty przez króla włoskiego oraz Mussoliniego. Zachwycony faszyzmem włoskim, w następnych latach przyjeżdżał do Włoch kilkakrotnie. Podczas przemówienia wygłoszonego 25 maja 1939 w Lipsku z okazji pierwszego wielkoniemieckiego dnia rzeczników prawa Frank wygłosił między innymi następujące zasady:
- „Nikt nie może być skazany bez możliwości obrony”;
- „Nikt nie może być pozbawiony czci, wolności, życia i zarobku bez orzeczenia sądowego”;
- „Każdy oskarżony musi mieć możność wyboru obrońcy”;
- „Nikt nie powinien być traktowany jako wróg społeczności narodowej bez udowodnienia mu jego winy”[13].

Powyższe wypowiedzi stoją w rażącej sprzeczności zarówno z praktyką, jak i samą retoryką wypowiedzi z okupowanej Polski (patrz niżej).
Podczas wizyty w Polsce 17 grudnia 1938 złożył wieniec na Grobie Nieznanego Żołnierza w Warszawie, a także zwiedził więzienie mokotowskie.

### Generalne Gubernatorstwo

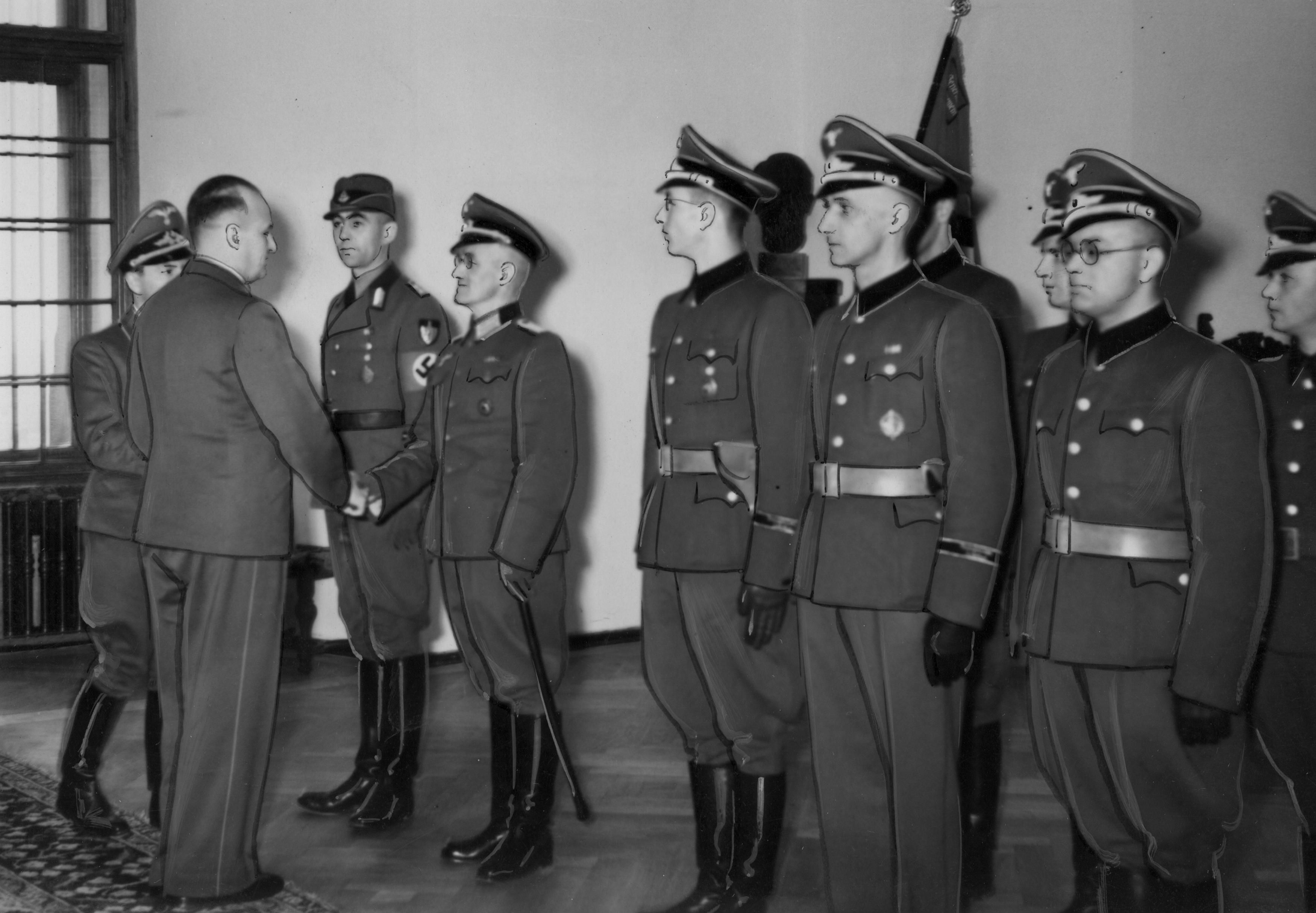
Hans Frank przyjmuje na Zamku Królewskim w Krakowie przywódców Sonderdienstu w pierwszą rocznicę utworzenia

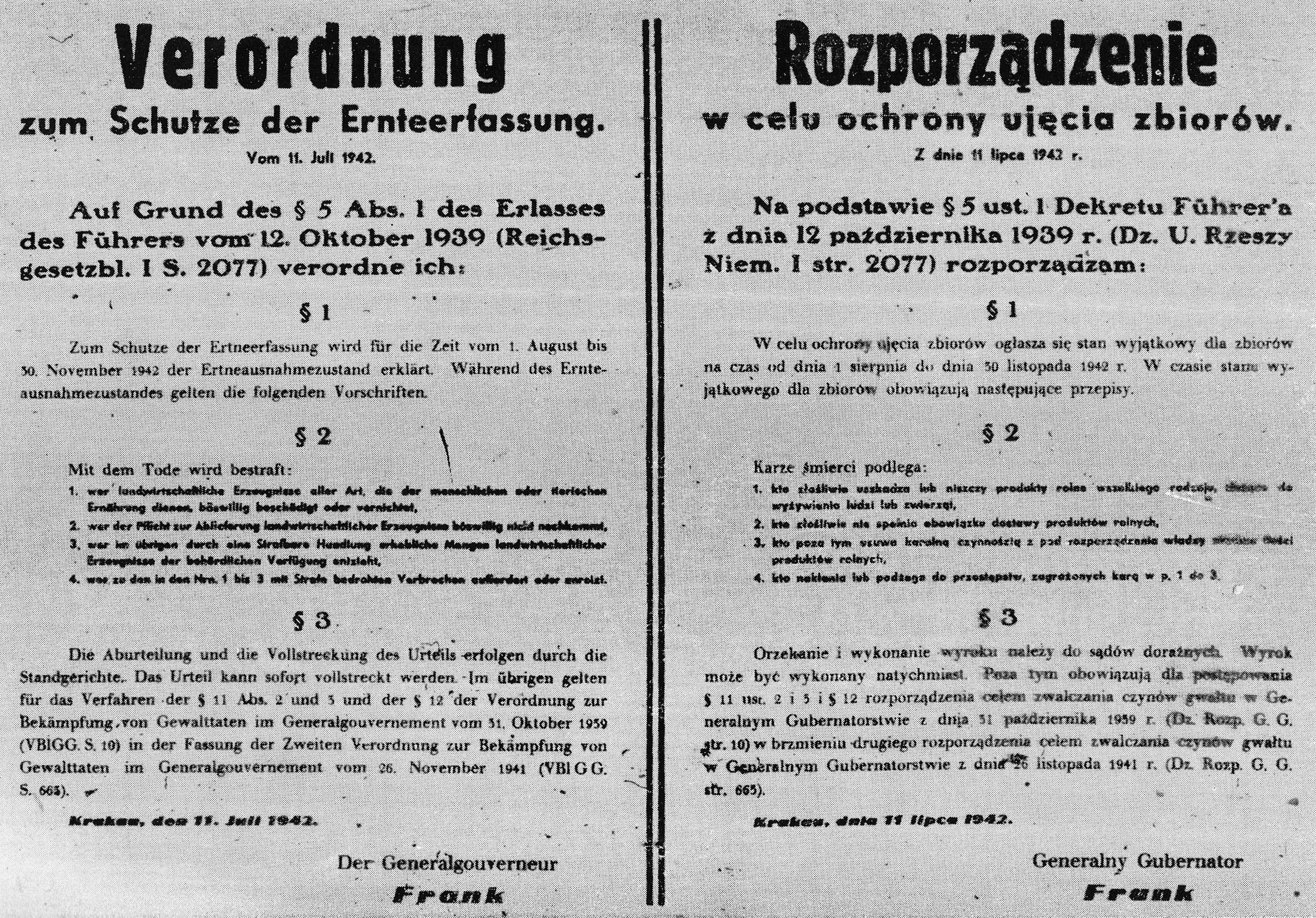
Rozporządzenie Franka o wprowadzeniu stanu wyjątkowego w okresie żniw (1942)

Po agresji Niemiec na Polskę, w dniu 15 września 1939, został mianowany szefem wyższego zarządu cywilnego okupowanych ziem polskich przy naczelnym dowództwie Wehrmachtu Ober-Ost. 26 października 1939 został mianowany generalnym gubernatorem na okupowanych terenach Polski, a swoją rezydencją uczynił krakowski Wawel, gdzie zamieszkał 7 listopada 1939 (z pomieszczeń komnat wawelskich został usunięty proboszcz bazyliki archikatedralnej św. Stanisława i św. Wacława w Krakowie, ks. kan. Stanisław Domasik). Od roku 1940 jego letnia rezydencja mieściła się w Pałacu Potockich w Krzeszowicach. Szeroki zakres władzy, którą otrzymał na tym stanowisku, spowodował, iż zaczął określać siebie „niemieckim królem Polski”. Z tego powodu wśród przywódców III Rzeszy w Berlinie Generalne Gubernatorstwo zaczęto ironicznie nazywać „Frank-reich” (gra słów: niem. Frankreich – Francja; Frank-reich – „Rzesza Franka”), a samego Franka nazwano „królem” lub „władcą Frankonii”. W związku z tym pojawiła się nawet niemiecka anegdota: „Francja jest na Zachodzie, Frank bogaci się na Wschodzie” (gra słów Frankreich i Frank reich: „Im Westen liegt Frankreich – im Osten wird Frank reich”).
Na stanowisku generalnego gubernatora był jednym z głównych współautorów i realizatorów polityki eksterminacji narodu polskiego i żydowskiego. Był odpowiedzialny za masowe zbrodnie na terenie Generalnego Gubernatorstwa, dewastację gospodarczą kraju, planowe niszczenie i grabież obiektów kulturalnych oraz dóbr materialnych w Polsce.
Hans Frank aprobował plany zniszczenia Warszawy jako stolicy Polski. Zawarte były w albumie zadedykowanym mu 6 lutego 1940 przez nazistowskich architektów, m.in. Huberta Grossa, określanym jako tzw. Plan Pabsta, który Frank zostawił w swoim gabinecie na Wawelu podczas ucieczki z Krakowa w 1945. Plany te wraz z dokumentacją zawierały 15 szczegółowych planów miasta z dokumentacją fotograficzną i tekstową – przewidywały zburzenie 95% powierzchni zabudowanej Warszawy i zmianę charakteru miasta na prowincjonalne. W swoim dzienniku w dniu 4 października 1939 Frank odnotował zgodę Hitlera na nieodbudowanie Warszawy ze zniszczeń wojennych, zburzenie Zamku Królewskiego oraz grabież dzieł sztuki.
Decyzją z 13 października 1940 powołał powstanie gett dla ludności żydowskiej. W 1942 wspierał aktywnie program zagłady Żydów, osobiście obniżając (dalece bardziej radykalnie niż wynikało to z zarządzeń z Berlina) racje dzienne dla Żydów do 143 g chleba dziennie, a później nawet do 20 g. 24 sierpnia 1942 zapisał w dzienniku: „Trzeba stwierdzić na marginesie, że skazujemy na śmierć głodową półtora miliona Żydów”.
Eberhard Schöngarth na posiedzeniu rządu GG 20 kwietnia 1943 oświadczył: „Takiego ucisku, jaki cierpi naród polski, nie znosił jeszcze nigdy żaden naród...”.
W nocy z 29 na 30 stycznia 1944 specjalny zespół krakowskiego Kedywu pod dowództwem mjra „Wąsacza” (Stanisław Więckowski), na rozkaz dowódcy krakowskiego Okręgu AK płka „Lutego” (Józef Spychalski), dokonał zamachu na Hansa Franka. Zgodnie z planem przygotowanym przez cichociemnego por. „Powolnego” (Ryszard Nuszkiewicz), w okolicach Szarowa (Puszcza Niepołomicka), w momencie przejazdu pociągu specjalnego wiozącego Franka do Lwowa na uroczystości z okazji 11. rocznicy dojścia Hitlera do władzy, wysadzono tory. Mimo że pociąg w części stoczył się z nasypu, nikt nie zginął. Celem zamachu było wysadzenie salonki, w której podróżował generalny gubernator, ale ładunek eksplodował z minimalnym opóźnieniem. Dzień później Kedyw rzeszowski wysadził szyny w okolicy Czarnej koło Dębicy.
Akcja pod Szarowem (wówczas Grodkowicami) była jedyną próbą zamachu na życie Franka, która wyszła poza stadium przygotowań (wcześniej robili je dywersanci krakowskiego zespołu oddziału „Kosa-30” – ci sami, którzy 20 kwietnia 1943 zaatakowali SS-Obergruppenführera Krügera). Niemieckie śledztwo potwierdziło przypuszczenia, że w pobliżu generalnego gubernatora znajdują się informatorzy AK i dlatego zarządził on przeprowadzenie poważnych zmian personalnych w sztabie odpowiedzialnym za jego bezpieczeństwo.
Karą dla Polaków za „podniesienie ręki” na Hansa Franka było rozstrzelanie w Podłężu i Dębicy kilkudziesięciu (około 100) osób, głównie więźniów z Montelupich.

#### Ucieczka i schwytanie
17 stycznia 1945 roku, wobec zbliżającej się do Krakowa Armii Czerwonej, Hans Frank uciekł z miasta. Z Krakowa zabrał ze sobą zrabowane uprzednio w Polsce liczne dzieła sztuki, między innymi obrazy Rembrandta, Rafaela oraz Leonarda da Vinci. Część z nich kazał wysłać do Świdnicy, a sam zamieszkał tymczasowo w miejscowości Sichów koło Jawora w posiadłości rodziny von Richthofenów, dokąd przywieziono kolejne trzy wagony kosztowności. Stamtąd Frank uciekł do Bawarii, gdzie w miejscowości Neuhaus (obecnie dzielnica miejscowości Schliersee) został aresztowany 4 maja 1945 przez porucznika wywiadu wojskowego USA Waltera Steina.

## Proces i wyrok śmierci

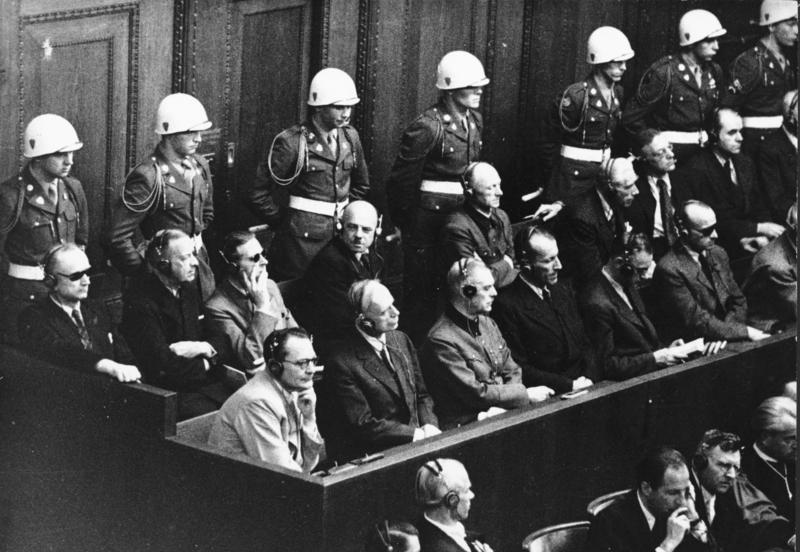
Hans Frank pośród czołowych nazistów sądzonych w procesach norymberskich.

### Dziennik Hansa Franka
Po aresztowaniu dobrowolnie przekazał swój dziennik służbowy, obejmujący wówczas 38 tomów (po wojnie w wyniku podzielenia nieoprawionego skoroszytu na 2 części oraz uzupełnienia o odnalezione materiały w Krakowie, został on rozszerzony do 40 tomów lub 11 367 stron, w tym 10 774 strony właściwego tekstu oraz 593 strony skorowidzów), w którym pedantycznie wyszczególnił swoją działalność w Generalnym Gubernatorstwie i który później uzyskał duże znaczenie w procesie norymberskim jako materiał dowodowy. 18 sierpnia 1942 zanotował o swoim dzienniku: „Ten jedyny w swoim rodzaju dokument pracy będzie po wsze czasy świadectwem, z jaką powagą przystąpiłem do powierzonego mi zadania oraz z jaką gorliwością wypełniali swe zadania wszyscy moi cenni współpracownicy”. Gdy prokurator na procesie norymberskim cytował fragmenty przemówień i oświadczeń Franka zapisane w dzienniku, obrońca Franka – dr Alfred Seidl – skomentował to słowami: „Na miłość Boską. Przecież ten człowiek mówił przez całe cztery lata” (niem. „Um Gotteswillen. Der Man hat doch vier Jahre lang geredet”).
W roku 1953 wdowa po Hansie Franku, Brigitte Marie Frank, opublikowała przeredagowany przez siebie liczący 643 strony pamiętnik męża pod tytułem Im Schatten des Galgens (W cieniu szubienicy), napisany w celi w Norymberdze.

### Proces
W trakcie procesu Frank oświadczył nagle, że: „Tysiąc lat przeminie, zanim zatarta zostanie ta wina Niemiec”, jednak po pewnym czasie właściwie to odwołał. W ostatnim słowie przed wydaniem wyroku powiedział między innymi:

Wdzięczny jestem za udzieloną mi możliwość przygotowania mej obrony i odparcia zarzutów przeciw mnie podniesionych. Myślę w związku z tym o wszystkich ofiarach gwałtu i terroru straszliwych wydarzeń wojennych. Miliony ludzi zginęło bez wysłuchania i udzielenia im prawa do własnej obrony.

Podczas pobytu w areszcie nawrócił się na katolicyzm. Nieustannie czytał Biblię, co miało również swoje odzwierciedlenie w jego listach do rodziny z owego okresu (równocześnie pisał listy miłosne do swojej kochanki Lilly Grau i przekazywał je poprzez swojego obrońcę). Amerykański zakonnik Sixtus O’Connor, opiekun duchowy Franka, był pod wrażeniem świadectwa wiary byłego zbrodniarza. W noc przed egzekucją wyspowiadał go i udzielił rozgrzeszenia, zaś następnego dnia towarzyszył mu w drodze do szubienicy. Ostatnie słowa Hansa Franka brzmiały: „Jestem wdzięczny za łagodny wyrok, który otrzymałem. Proszę Boga, aby przyjął mnie łaskawie” oraz dodał „Chryste, przebacz!”.

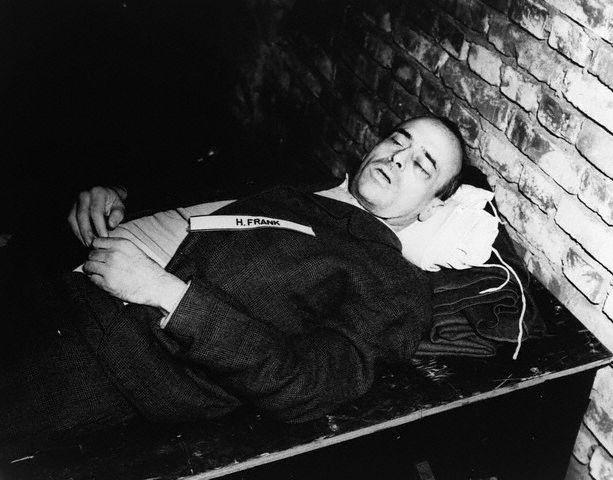
Zwłoki Hansa Franka po egzekucji

### Wyrok śmierci
Został skazany na mocy wyroku z 1 października 1946 przez Międzynarodowy Trybunał Wojskowy w Norymberdze na karę śmierci przez powieszenie. Został uznany winnym popełnienia przestępstw objętych rozdziałem trzecim i czwartym aktu oskarżenia (zbrodnie wojenne i zbrodnie przeciw ludzkości), uniewinniony z zarzutów z rozdziału pierwszego (zbrodnie przeciwko pokojowi). Wyrok na wszystkich skazanych na śmierć w procesie został wykonany przez sierżanta Johna C. Woodsa w dniu 16 października 1946 w nocy pomiędzy godzinami 1:01 a 2:45. Tego samego dnia zwłoki zostały spalone w krematorium na Cmentarzu Wschodnim (lub krematorium na terenie obozu koncentracyjnego Dachau), a następnie rozrzucone z samolotu wojskowego (jak informował oficjalny komunikat: „nad jakąś rzeką na terenie Niemiec”). Po latach ustalono, iż były to przedmieścia Monachium, w miejscu gdzie zaczyna się dolina rzeki Izary. Według innej wersji spopielone zwłoki wysypano w Solln, południowej dzielnicy Monachium, do potoku Conwentzbach, który wpływa do rzeki Izary.

## Wypowiedzi Hansa Franka
Hans Frank był autorem wielu charakterystycznych wypowiedzi, zawartych zarówno w Dzienniku który prowadził, przemówieniach, jak również w wywiadach prasowych, których udzielał gazetom niemieckim. Obrazowały one terrorystyczny charakter okupacji w Polsce w okresie 1939–1945, zazwyczaj przekładając się na rzeczywistość, m.in.:

„Gdybym o każdych siedmiu rozstrzelanych Polakach chciał rozwieszać plakaty, to w Polsce nie starczyłoby lasów na wyprodukowanie papieru na takie plakaty”, „Polska nie śmie nigdy więcej powstać!” – wywiad dla gazety Völkischer Beobachter, 6 lutego 1940
„Nie powinniśmy być przesadnie wrażliwi, gdy słyszymy liczbę 17 000 rozstrzelanych Polaków. Nie waham się wyjaśnić, że gdyby zastrzelony został jeden Niemiec, w zamian rozstrzela się stu Polaków”
„Mój stosunek do Polaków jest stosunkiem mrówki do mszycy. Jeśli traktuję Polaka opiekuńczo, jeśli, że tak powiem, przyjaźnie go dopieszczam, to spodziewam się, że odpłaci mi dobrą pracą” – posiedzenie rządu, 1940
„Jeśli wreszcie wygramy wojnę, to nie będę miał nic przeciwko temu, żeby z Polaków, Ukraińców i tego wszystkiego, co się wokół włóczy, zrobić siekaninę”
„Nie możemy wystrzelać ani wytruć 3,5 miliona Żydów, ale mimo to potrafimy poczynić kroki, które w jakiś sposób doprowadzą do ich zagłady. Nastąpi to w związku z gigantyczną akcją, która zostanie ustalona w porozumieniu z Rzeszą” – posiedzenie rządu GG, 16 grudnia 1941
„Chryste, przebacz!” – ostatnie słowa Hansa Franka przed egzekucją w Norymberdze, 1946 roku.

## Życie rodzinne
W dniu 2 kwietnia 1925 poślubił 29-letnią stenotypistkę oraz handlarkę futer Brigitte Marie Herbst (1895–1959) urodzoną w Forst. W roku 1939 jego żona nazwała się sama „Königin von Polen” („Królową Polski”). Mimo że małżeństwo okazało się nieudane, na świat przyszło 5 dzieci, wśród nich Niklas Frank, zacięty krytyk ojca, dziennikarz czasopisma „Stern”, autor książek Mój ojciec Hans Frank oraz Moja niemiecka matka. Książki Niklasa Franka wywołały falę dyskusji w Niemczech na temat problemu rozliczenia z nazistowską przeszłością w kontekście rodzinnym.

## Hans Frank w filmie
Hans Frank pojawia się w filmie Karol. Człowiek, który został papieżem (2005) w reżyserii Giacomo Battiato. W tę postać wcielił się Matt Craven.
Hans Frank występuje w filmie Ocalić miasto (1976) w reżyserii Jana Łomnickiego. Rolę tę grał Jerzy Duszyński.

### Publikacje dotyczące Hansa Franka
- Agnieszka Dobkiewicz, Mała Norymberga: historie katów z Gross-Rosen, wyd. I, Kraków: Znak Horyzont, 2020, ISBN 978-83-240-7842-4, OCLC 1220892364 (pol.).
- Dynamit. Część druga. Z dziejów Ruchu Oporu w Polsce Południowej. Wydawnictwo Literackie, 1967.
- Dziennik Hansa Franka, opr. Stanisław Piotrowski, Sprawy Polskie Przed Międzynarodowym Trybunałem Wojennym w Norymberdze (tom 1), Wydawnictwo Prawnicze, Warszawa, 1956.
- Dziennik Hansa Franka i dowody polskie przeciwko SS, opr. Stanisław Piotrowski, Sprawy Polskie Przed Międzynarodowym Trybunałem Wojennym w Norymberdze (tom 2), Wydawnictwo Prawnicze, Warszawa, 1970.
- Niklas Frank, Mój ojciec Hans Frank, Warszawa: Rok, 1991, ISBN 978-83-85344-07-0..
- Karol Grünberg, Hans Frank na Wawelu, Bolesław Otręba, Włocławek: Wyższa Szkoła Humanistyczno-Ekonomiczna we Włocławku, 2001, ISBN 83-88500-13-9, OCLC 52279742. Brak numerów stron w książce
- Martyn Housden, Hans Frank: Lebensraum and the Holocaust, Basingstoke: Palgrave Macmillan, 2003, ISBN 1-4039-1579-2.
- Curzio Malaparte, Kaputt, Neapol 1944. (rozdz. IV)
- Dieter Schenk, Hans Frank. Biografia generalnego gubernatora, Krzysztof Jachimczak (tłum.), Kraków: Wydawnictwo Znak, 2009, s. 442, ISBN 978-83-240-1227-5, OCLC 833486366.
- Andrzej Szwarc, Marek Urbański, Paweł Wieczorkiewicz, Kto rządził Polską? Nowy poczet władców od początków do XXI wieku, Warszawa: Świat Książki, 2007, ISBN 978-83-7311-867-6, OCLC 830857483. Brak numerów stron w książce

### Publikacje autorstwa Hansa Franka
- Das Diensttagebuch des deutschen Generalgouverneurs in Polen 1939–1945 (Dziennik służbowy niemieckiego generalnego gubernatora w Polsce), wydawca Werner Präg i Wolfgang Jacobmeyer, Stuttgart 1975; Leske und Budrich, Opladen 1980, ISBN 3-8100-0296-8.
- Das Vorfeld (Schulungsblätter für den Nationalsozialisten im Generalgouvernement) (Przedpole – materiały szkoleniowe dla narodowych socjalistów w Generalnym Gubernatorstwie).